# هربرت ريختر
هربرت ريختر (بالألمانية: Herbert Richter) مواليد 26 أبريل 1947 في كيمنتس، هو دراج ألماني سابق. سبق أن شارك في دورة الألعاب الأولمبية الصيفية وفاز بميدالية أولمبية.

## الميداليات
| الميدالية | المسابقة                       |
| --------- | ------------------------------ |
| فضية      | الألعاب الأولمبية الصيفية 1972 |

## روابط خارجية
- هربرت ريختر على موقع أرشيف الدراجات (الإنجليزية)
- هربرت ريختر على موقع أوليمبيديا (الإنجليزية)